# Алкид Российский
«Алкид Российский» (пол. Alcides Rossiyski) — панегирик гетману Ивану Мазепе, изданный Филиппом Орликом в 1695 году в Вильне на польском языке. Алкид — одно из имён Геракла.
Произведение написано в связи с днепровским походом 1695 года, увенчавшимся взятием Казикермена и других крепостей. Орлик сравнивает Мазепу с орлом и восхваляет за то, что он турецкие крепости преклонил «под власть российских монархов» и отдал гидру басурманскую «в когти орла российских монархов». Как во многих польско-латинских панегириках Мазепе, имеет место обращение к античной мифологии и мифологизация реальной истории. В поэме Орлика явственно отразилась давняя мечта православного славянства водрузить крест на святой Софии в Константинополе. Поэт видит, что на небесах предрешено счастье российскому монарху разгромить турок («стамбульскую горгону») и воскресить греческий трон. Пётр Великий станет первым, кто воздаст Христу в похвалах и благодарности молитву в храме. И, обращаясь к Петру, поэт заявляет, что в осуществлении этих планов надёжным помощником ему будет Мазепа — «храбрый твой Алкид» («dźielny twoy Alcides»).
Творение Орлика стоит в одном ряду c произведениями-панегириками Мазепе других литературных деятелей Малороссии, таких как Ян Орновский («Муза Роксоланская», 1688) и Стефан Яворский («Эхо голоса, зовущего в пущу…», 1689). Из текстов этих панегириков Орлик позаимствовал образ и античную реминисценцию «российского Алкида», вынеся её в заглавие. Однако пафос воспевания Мазепы, именуемого также «Iowisz Rossiyski» (Российский Юпитер) достигает в поэме Орлика значительно больших высот.
Впоследствии Орлик стал любимцем и доверенным лицом Ивана Мазепы.